# Jesus se despedindo de sua mãe

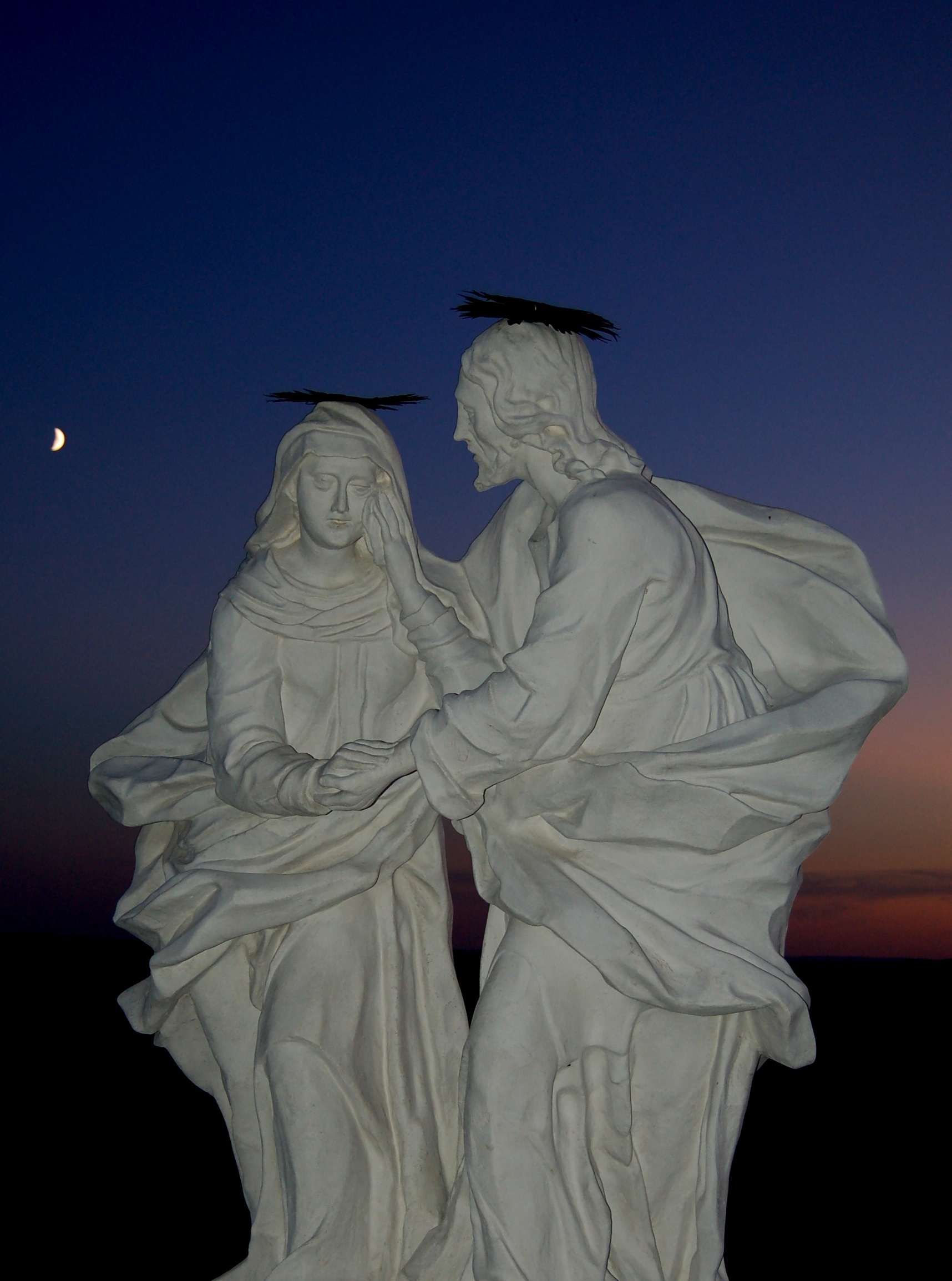
Jesus se despedindo de sua mãe.
Estátua em Retz, na Áustria.

Jesus se despedindo de sua mãe é um tema da arte cristã encontrado frequentemente na norte da Europa dos séculos XV e XVI. Jesus diz adeus à sua mãe, Maria, geralmente abençoando-a, antes de partir para sua viagem final a Jerusalém, que ele já sabe que levará à sua Paixão e morte. Por isso, ela geralmente marca o início do ciclo da Paixão. Nas primeiras versões da cena, apenas duas figuras apareciam, com meio corpo ou menos.
Depois de Dürer, o tema passou a contar com uma paisagem e mulheres ajudando Maria (em geral, as Três Marias), que geralmente desmaia com a notícia e é ajudada por elas. Pedro, João, Maria Madalena e outros apóstolos também aparecem às vezes. É um tema provavelmente mais comum nas gravuras dos mestres do que nas pinturas.

## Tema
O tema não ilustra nenhuma passagem bíblica e é derivado das obras "Meditações sobre a vida de Cristo" (1308), de Pseudo-Bonaventura, e "Marienleben", de Filipe, o Cartuxo (por volta de 1330). A cena passou a fazer parte das peças da Paixão e de outros dramas religiosos e pode ser ela a representada em "Cristo Abençoando a Virgem em oração", uma obra de Robert Campin do início do século XV (Filadélfia) e foi pintada diversas vezes por Gerard David no final do mesmo século; nesta época, muitos artistas menores estavam pintando a cena, principalmente na Alemanha.
A popularidade do tema aumentou com as gravuras, principalmente o extremamente popular ciclo de xilogravuras de Albrecht Dürer sobre a Vida da Virgem em 1505 e, novamente, em 1509, na sua série sobre a "Paixão". Como era geralmente o caso na época, muitos pintores provinciais faziam uso das composições nas gravuras diretamente como base para suas pinturas, como, por exemplo, uma versão de um retábulo feita por um pintor de Nuremberg conhecido como "Mestre do Retábulo de Schwabach" (1506, Compton Verney House), que utilizou a gravura de seu conterrâneo Dürer..
O primeiro terço do século XVI foi o período de máxima popularidade para o tema; para a Escola do Danúbio, em particular, as oportunidades para a expressividade e composição de paisagens aumentaram a atratividade do tema. Versões incluem algumas muito intensas feitas por Albrecht Altdorfer, e Wolf Huber (ambos por volta de 1520 e na National Gallery de Londres). A versão de Huber é um fragmento recortado com apenas um grupo à volta da Virgem e o braço de Cristo vindo da direita. Ambas contém uma exuberante paisagem florestal e mostram figuras femininas utilizando roupas contemporâneas.
Uma das primeiras das poucas representações italianas, um Correggio do início de sua carreira, por volta de 1514 (atualmente na National Gallery) claramente (sob análise de raios X) se utilizou da composição de Dürer como ponto de partida antes de mudá-la. Lorenzo Lotto (1521, Gemäldegalerie, Berlim) também pintou o tema e há um Lucas Cranach, o Velho, de mais ou menos 1520, em Viena. Após 1550, o tema passou a rarear, embora o Palácio Pitti tenha uma obra que se atribui, no mínimo, à escola de Paolo Veronese.

## Galeria

Jesus se despedindo de sua mãe
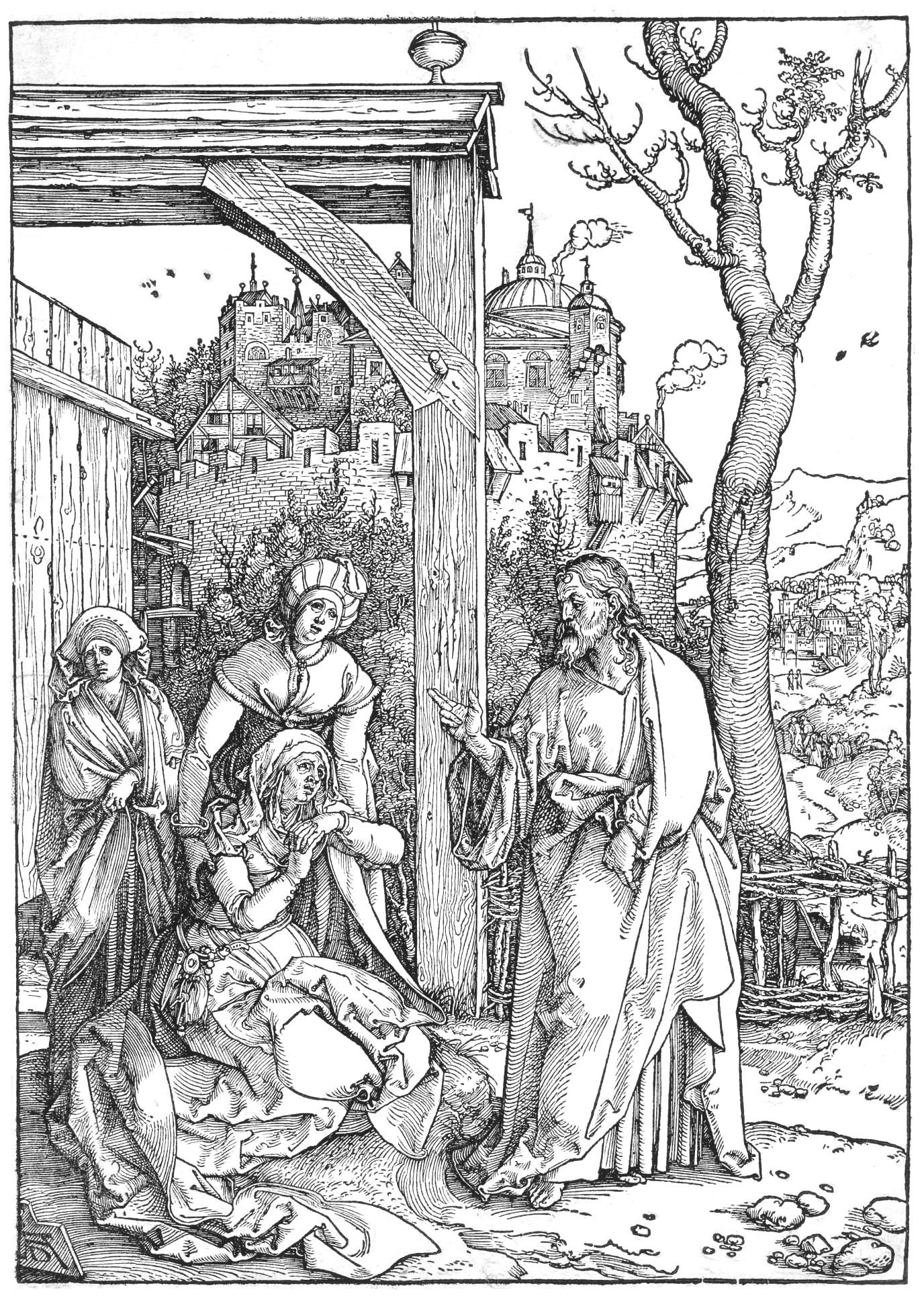
Albrecht Dürer, 1507
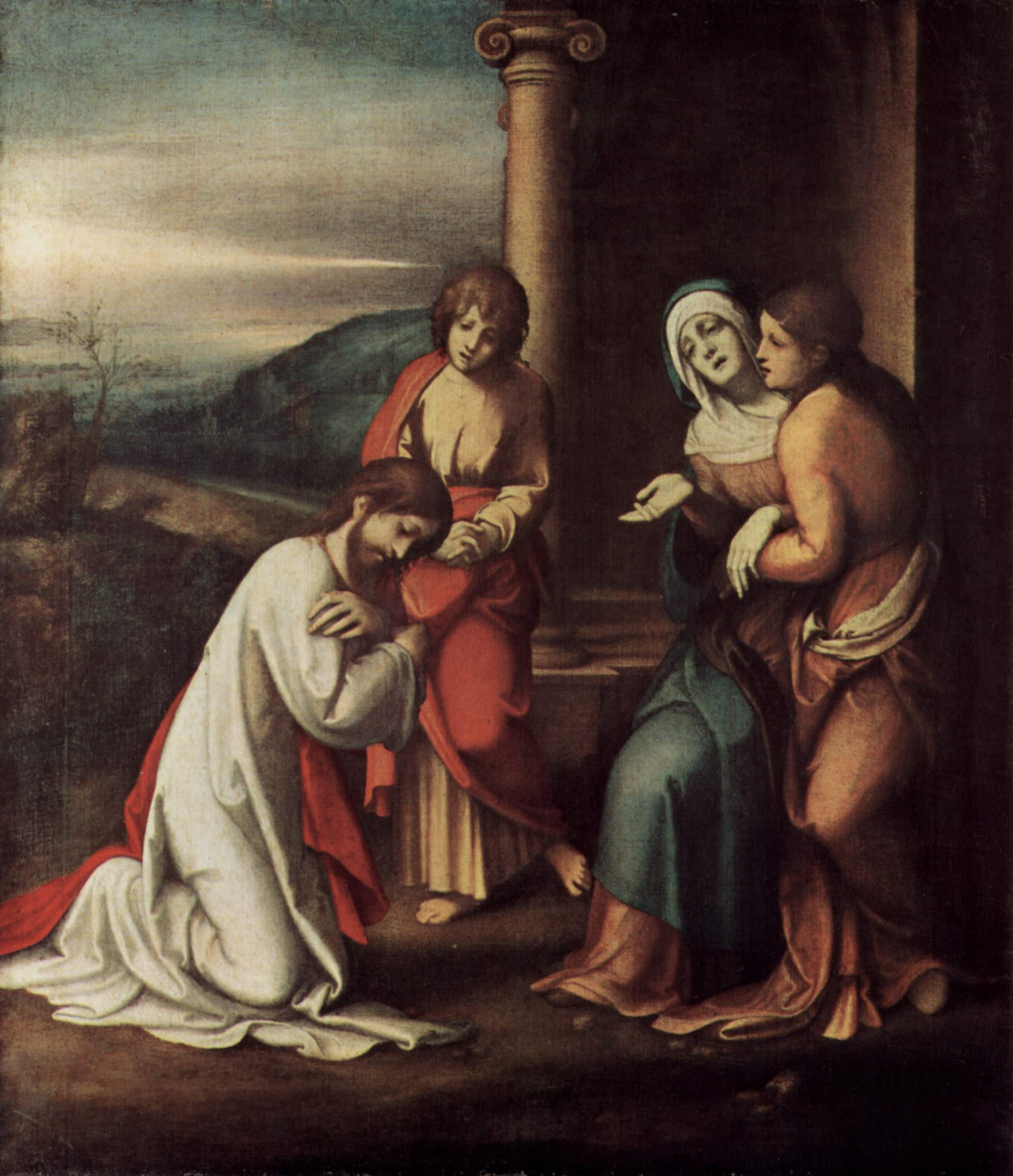
Correggio, provavelmente antes de 1514, Londres, com São João e (?) Maria Madalena.
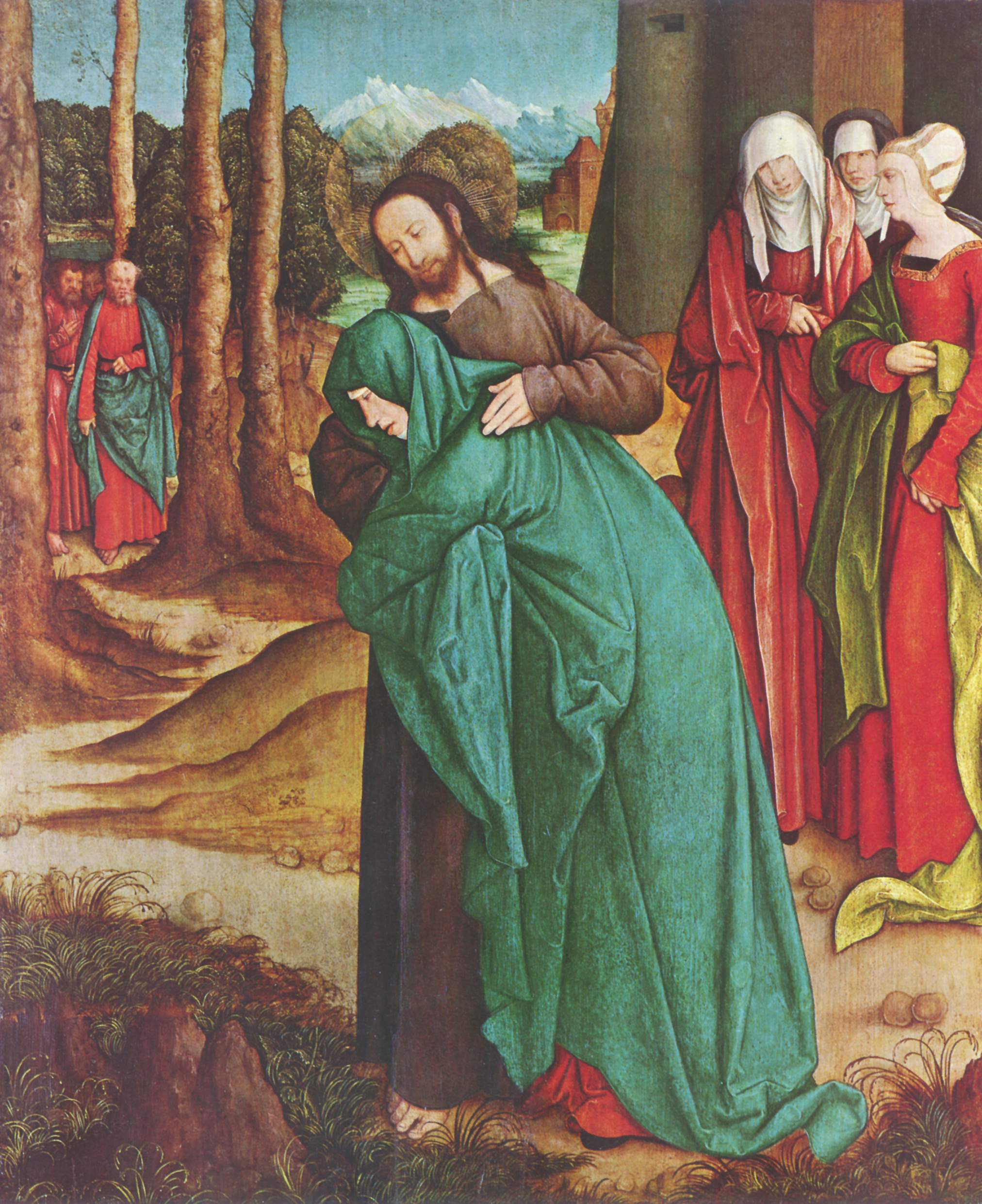
Bernhard Strigel, 1520, Berlim. São Pedro encabeça os discípulos à espera de Jesus.
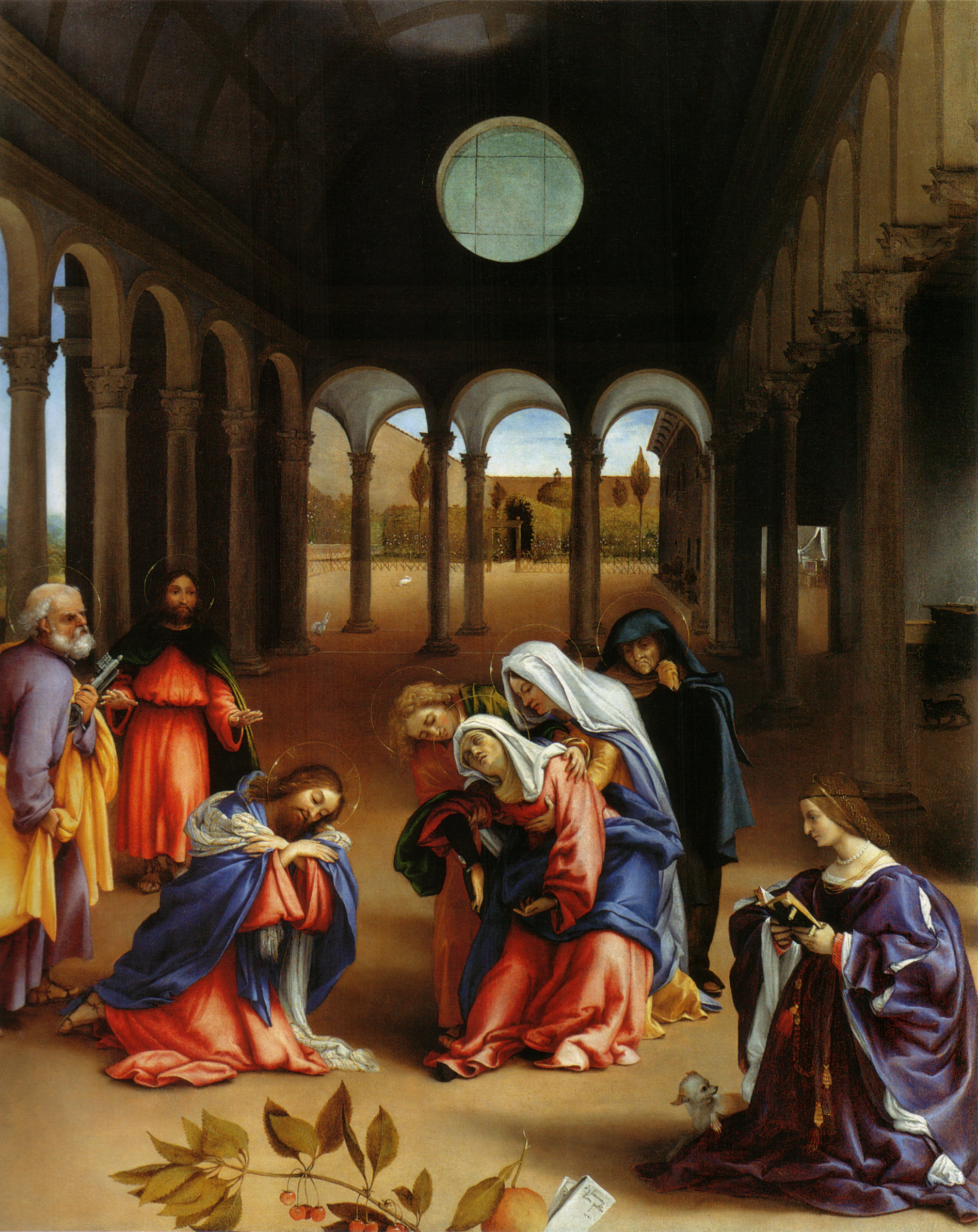
Lorenzo Lotto 1521, Berlim, com São Pedro, São João e Maria Madalena.
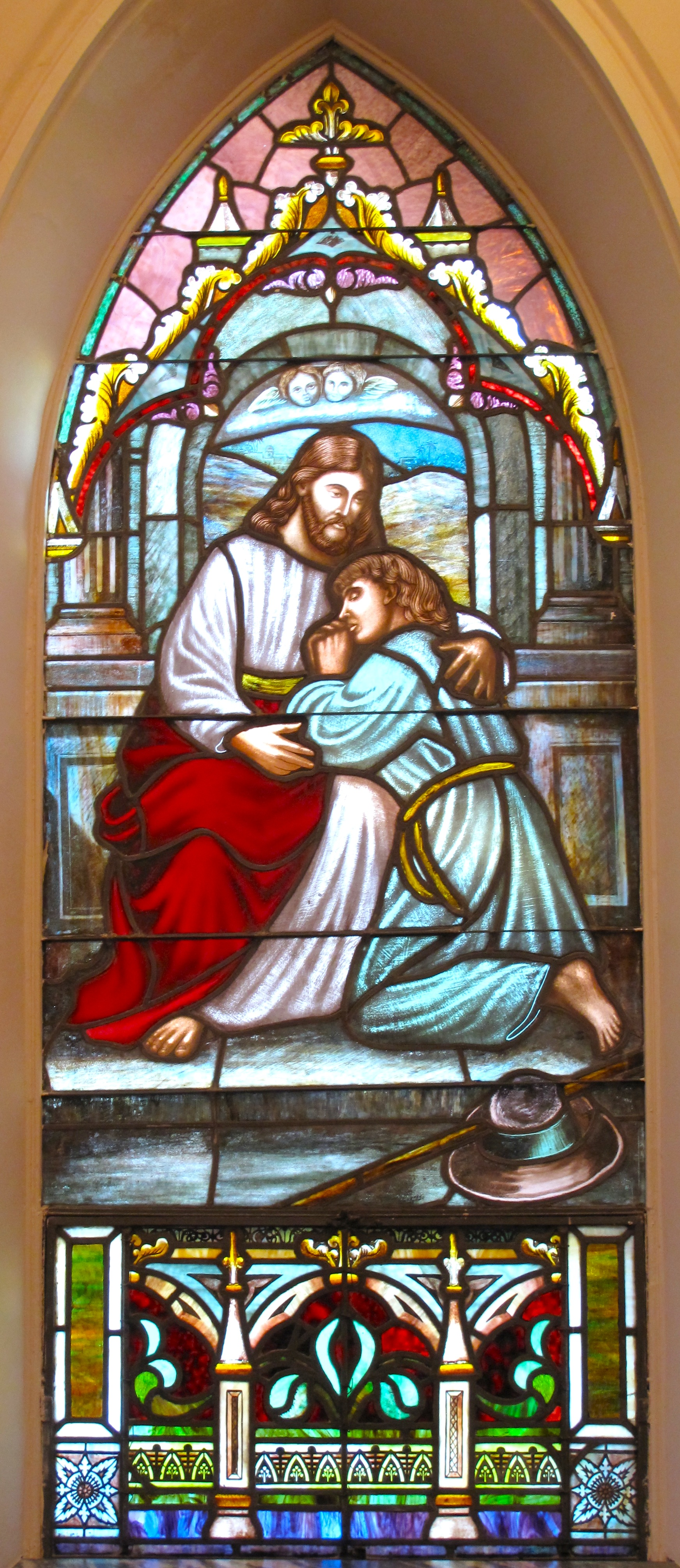
Vitral da Quaker City Glass Company, 1912 em Charleston, nos Estados Unidos.